# Hästskotjärnen (Ramsjö socken, Hälsingland, 689606-149682)
Hästskotjärnen är en sjö i Ljusdals kommun i Hälsingland och ingår i Ljusnans huvudavrinningsområde.